# جف کواتینتز
جف کواتینتز (انگلیسی: Jeff Kwatinetz؛ زادهٔ ۱۵ آوریل ۱۹۶۵) تهیه‌کننده یهودی‌تبار و رئیس شرکت فیلم‌سازی و استعدادیابیِ «فِرْمْ» و مدیر عملیات فعلی آیس ویژن است که با همکار و دوست قدیمی‌اش آیس کیوب بنیان نهاده بود. او همچنین بنیان‌گذار بیگ۳ یک لیگ بسکتبال حرفه‌ای ۳ نفره است.
از فیلم‌ها یا مجموعه‌های تلویزیونی که وی در آن‌ها نقش داشته است می‌توان به ۱۱:۱۴ اشاره نمود.